# Hobby-Eberly-Teleskop

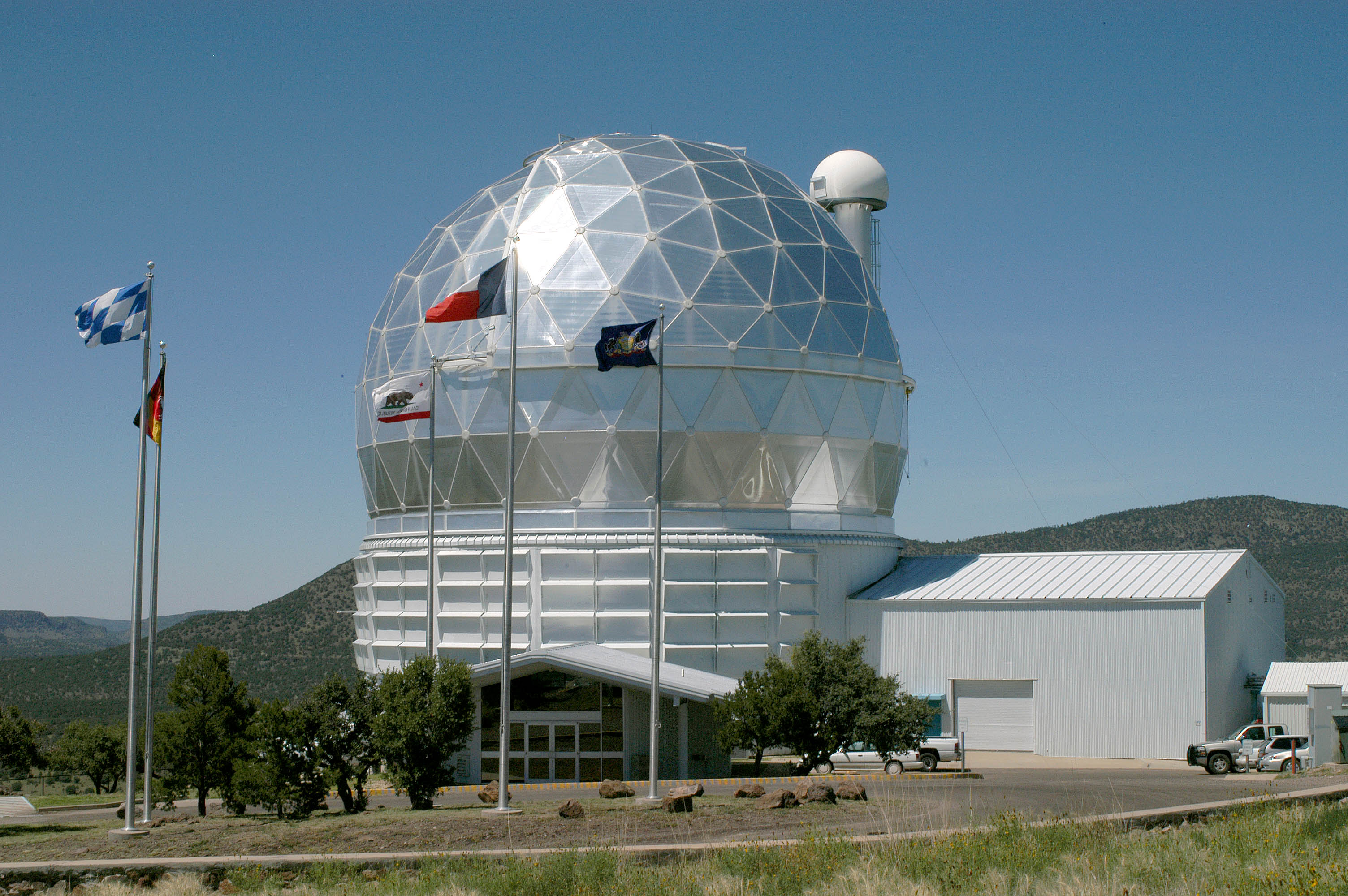
Gebäude des Hobby-Eberly-Teleskops

Das Hobby-Eberly-Teleskop (HET) ist ein neuartiges für Spektroskopie optimiertes Spiegelteleskop mit einem effektiven Hauptspiegeldurchmesser von etwa 9 m. Sein Standort ist in 2026 m Höhe auf dem Mount Fowlkes in Texas nahe dem McDonald Observatory.
Das HET ist auf für optische Teleskope völlig neue Art entworfen worden. Eine Lichtsammelkraft vergleichbar den größten existierenden Teleskopen wie den Keck-Teleskopen oder dem VLT sollte mit auf ein Fünftel verringerten Kosten – 13,5 Millionen US-Dollar – erreicht werden. Anders als diese Teleskope ist das HET deshalb nicht in zwei Richtungen (Azimut und Höhe) steuerbar. Es zeigt immer in die gleiche Höhe von 55° über dem Horizont, ist aber azimutal beweglich. Zu einer gegebenen Zeit ist damit nur ein Kreis am Himmel zugänglich, über längere Zeiträume überstreicht jedoch ein großer Teil des Himmels diesen Kreis. Die eigentliche Nachführung auf das zu beobachtende Objekt erfolgt durch einen beweglichen Tracker nahe dem Brennpunkt des Hauptspiegels, während das Objekt sich über diesen Kreis hinwegbewegt. Das Teleskop steht in dieser Zeit still. Je nach Deklination des Objekts ist die Nachführung bis zu maximal 0,75 bis 2,5 Stunden möglich. 
Der sphärische Hauptspiegel des Hobby-Eberly-Teleskops besteht aus 91 sechseckigen Segmenten von je 1 m Durchmesser. Die Größe des Hauptspiegels beträgt 11,1 × 9,8 m, die Lichtstärke entspricht einem Spiegel von 9,2 m Durchmesser. Durch seine Konstruktion kann das HET mit anderen Großteleskopen nicht in Flexibilität, Gesichtsfeld und räumlicher Auflösung konkurrieren, soll aber die für hochaufgelöste Spektroskopie nötige Lichtsammelkraft besonders günstig erreichen. Erste Beobachtungen mit wenigen Segmenten begannen im Jahr 1996, im Jahr 1999 wurde der wissenschaftliche Betrieb aufgenommen. Durch einen ab 2011 installierten, verbesserten Tracker wird ein Gesichtsfeld von 22' erreicht.
Das HET ist ein Gemeinschaftsprojekt von University of Texas at Austin, Pennsylvania State University, Stanford University, Ludwig-Maximilians-Universität München und Georg-August-Universität Göttingen. 
Auch das Southern African Large Telescope (SALT) in Südafrika basiert auf dem Konzept des Hobby-Eberly-Teleskops und ist seit November 2005 im wissenschaftlichen Einsatz.